# Bavo van Gent
Bavo van Gent, geboren als Allowin of Adlowinus (Haspengouw, ong. 589 – Gent, ong. 654), is een christelijke heilige. Zijn naamdag op 1 oktober wordt wel aangeduid als Bamis.

## Overlevering
Volgens legenden zou Bavo een zoon zijn geweest van Pepijn van Landen en dus een broer van de heilige Gertrudis van Nijvel en de heilige Begga. De dochter van Bavo zou de heilige Adeltrudis van Wintershoven geweest zijn; een van de Heiligen van Wintershoven.
Volgens de overlevering had Allowin een wilde jeugd: hij verkocht onder andere zijn personeel als slaaf. Na het overlijden van zijn echtgenote kwam hij tot bezinning, onder de invloed van de heilige Amandus, de raadsman van zijn moeder Ida van Nijvel. Hij trad in een door Amandus gesticht klooster te Gent (de latere Sint-Baafsabdij) en nam de naam Bavo aan. Zijn intrede wordt verbeeld in Rubens' altaarstuk, de Bekering van de H. Bavo. Bavo werd kluizenaar, wonend in een holle boom en nadien in een bos nabij de abdij.
Hoogstwaarschijnlijk verbleef Bavo langere tijd in Mendonk, bij Gent, waar hij door het bidden van een noveen tussen 1 en 9 oktober nog altijd wordt vereerd. In de Sint-Baafskerk aldaar wordt zijn penitentiesteen bewaard. De Sint-Bavokapel te Mendonk staat op de plaats waar hij in een kluis zou hebben geleefd.

## Verering
Na Bavo's dood kwam zijn verering op gang. Zijn lichaam werd overgebracht naar een kerk in Gent. Er heerst nog altijd controverse over de vraag of hij al dan niet eerst tot de monnikengemeenschap van de nabijgelegen Sint-Pietersabdij toetrad en de Sint-Baafsabdij later werd gesticht. Een relikwie van Bavo wordt bewaard in de Sint-Amanduskerk in Wezeren, Vlaams-Brabant.
Sint Bavo wordt aangeroepen voor een goede oogst en tegen kinkhoest. Het Belgisch dorp Sint-Baafs-Vijve is naar deze heilige genoemd, evenals de Gentse Sint-Bavobasisschool en -humaniora. In België is hij onder meer de patroon van Gent, Wilrijk en Zingem en In Nederland van Haarlem en Nuth. Bavo is of was patroonheilige van de  Sint-Baafsabdij in Gent en onder andere de volgende kerken:
- Sint-Bavokerk, (Erpe-Mere)
- Sint-Baafskathedraal, Gent
- Sint-Baafskerk, Brugge
- Grote of Sint-Bavokerk (voorheen Rooms-katholiek, thans protestants) en Kathedrale basiliek Sint Bavo (Rooms-katholiek), beide in Haarlem
- Sint-Bavokerk (Aardenburg)
- Sint-Bavokerk (Lauwe)
- Sint-Bavokerk (Gontrode)
- Sint-Bavokerk (Raamsdonk)
- Sint-Bavokerk (Merkem)
- Sint-Bavokerk (Nuth)

### Gedachtenis in bisdom Haarlem-Amsterdam
In april 2021 heeft de Congregatie voor de Goddelijke Eredienst en de Regeling van de Sacramenten aan het Nederlandse bisdom Haarlem-Amsterdam toegestaan dat de gedachtenis van Sint-Bavo in het vervolg op 3 oktober gevierd wordt in de rang van verplichte gedachtenis. Zo is het mogelijk om op 1 oktober de verplichte gedachtenis van Theresia van Lisieux te vieren. In het bisdom Gent wordt De H. Bavo in de kathedraal gevierd als hoogfeest(patroon van het bisdom en de kathedraal). Wanneer dit samenvalt met een zondag heeft dit voorrang op de zondagsliturgie.

## Iconografie
Sint Bavo wordt afgebeeld als een goed gekleed en gewapend edelman met een valk op de hand, of giften uitdelend aan de armen.

## Galerij

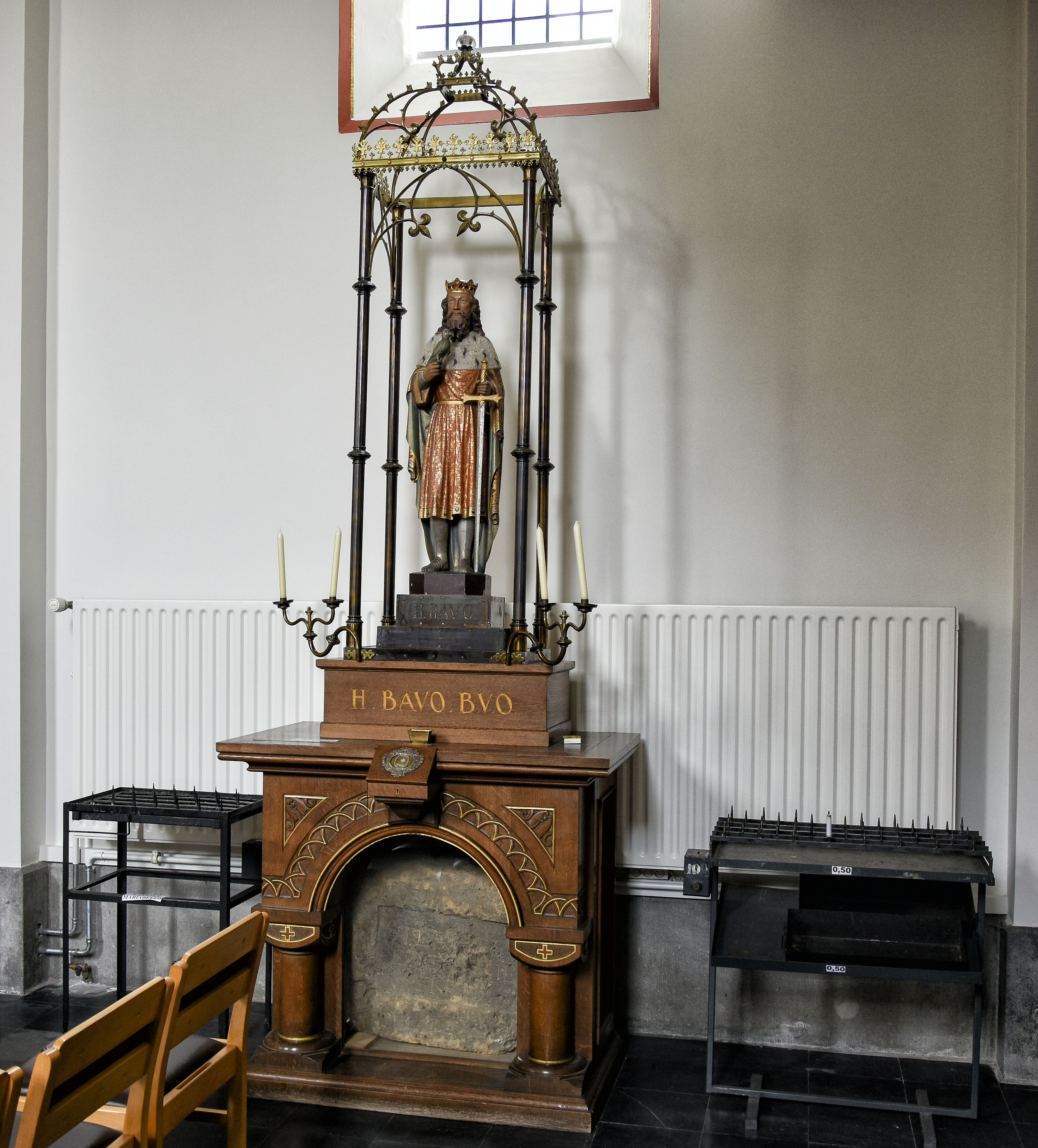
Bavo en de penitentiesteen
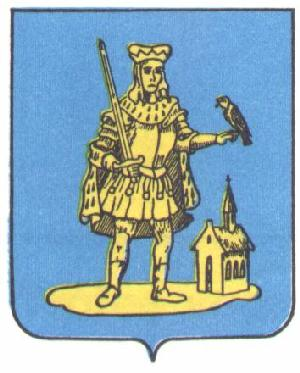
Sint-Bavo in het wapenschild van Wilrijk (Antwerpen)
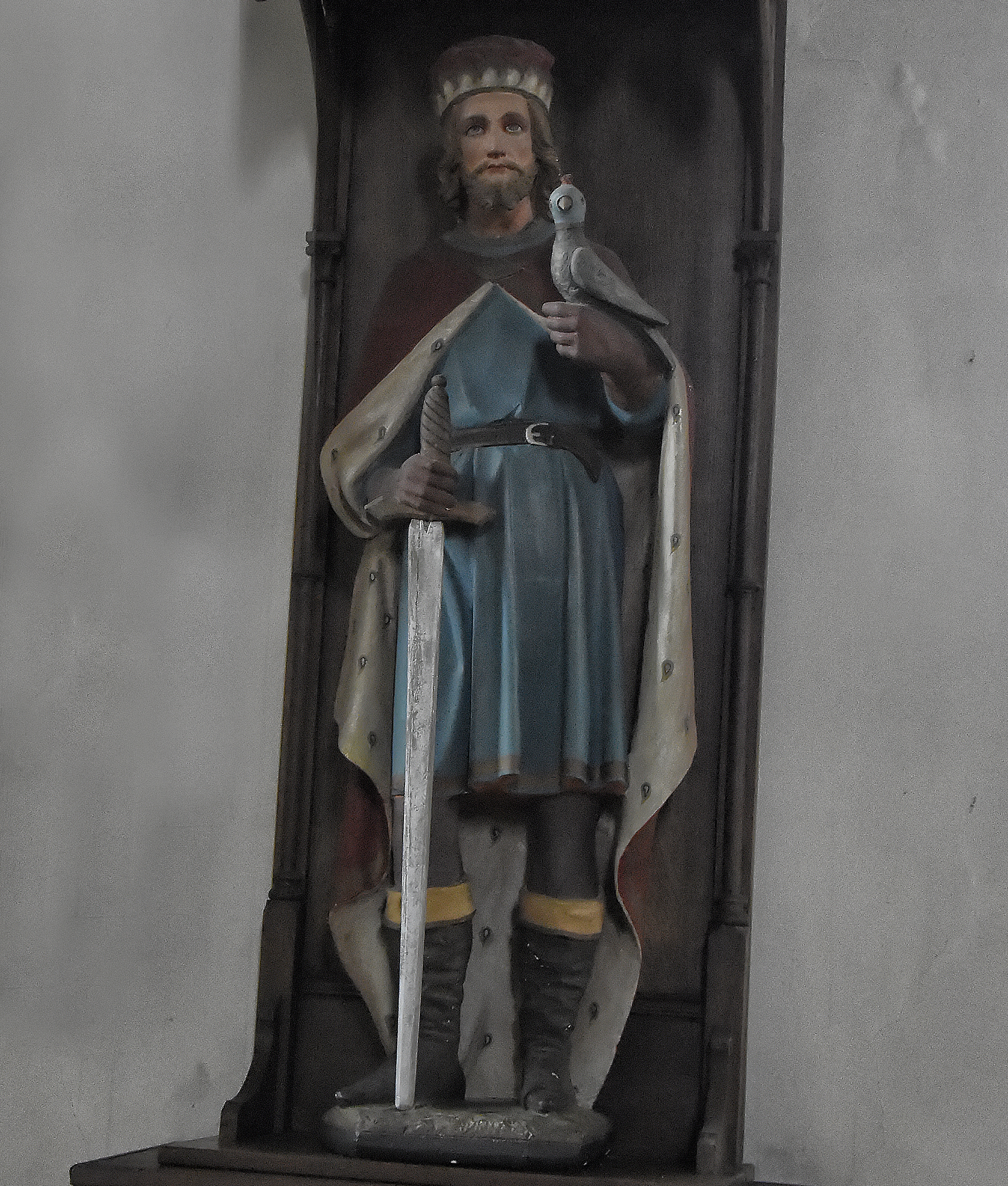
Bavo (19e eeuw - gepolychromeerd hout) in de Sint-Bavokerk te Baaigem